# Rui Vinhas
Rui Pedro Carvalho Vinhas (Sobrado, Valongo, 6 de diciembre de 1986) es un ciclista portugués.
A finales de 2022 se informó que fue sancionado con tres años de suspensión por posesión de un método prohibido.

## Palmarés
2016
- Vuelta a Portugal[2]

2017
- 2.º en el Campeonato de Portugal en Ruta

2019
- 1 etapa del Trofeo Joaquim Agostinho